# Hars

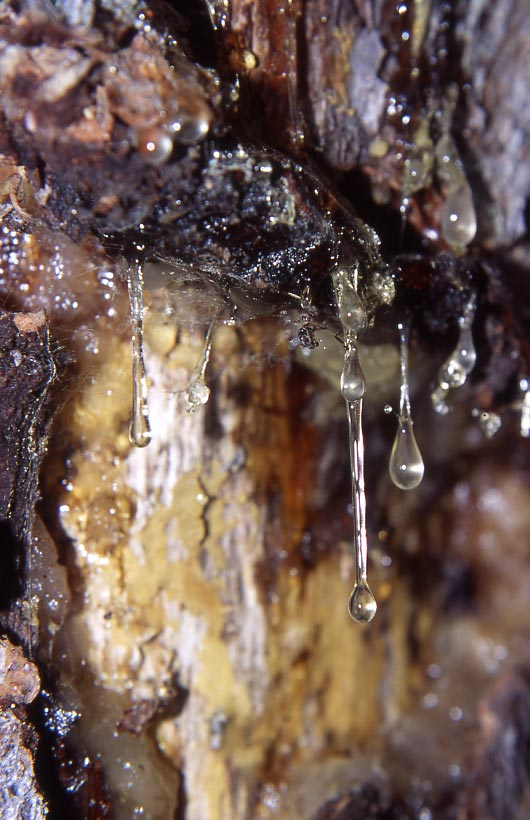
Hars van een dennensoort

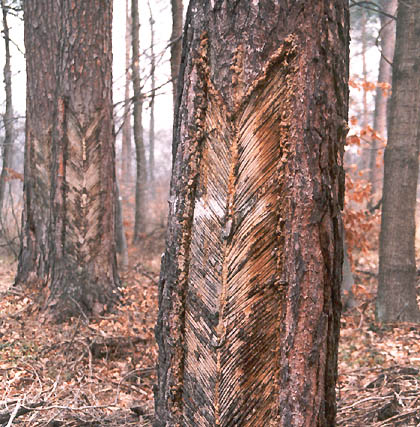
Winning van hars uit de grove den

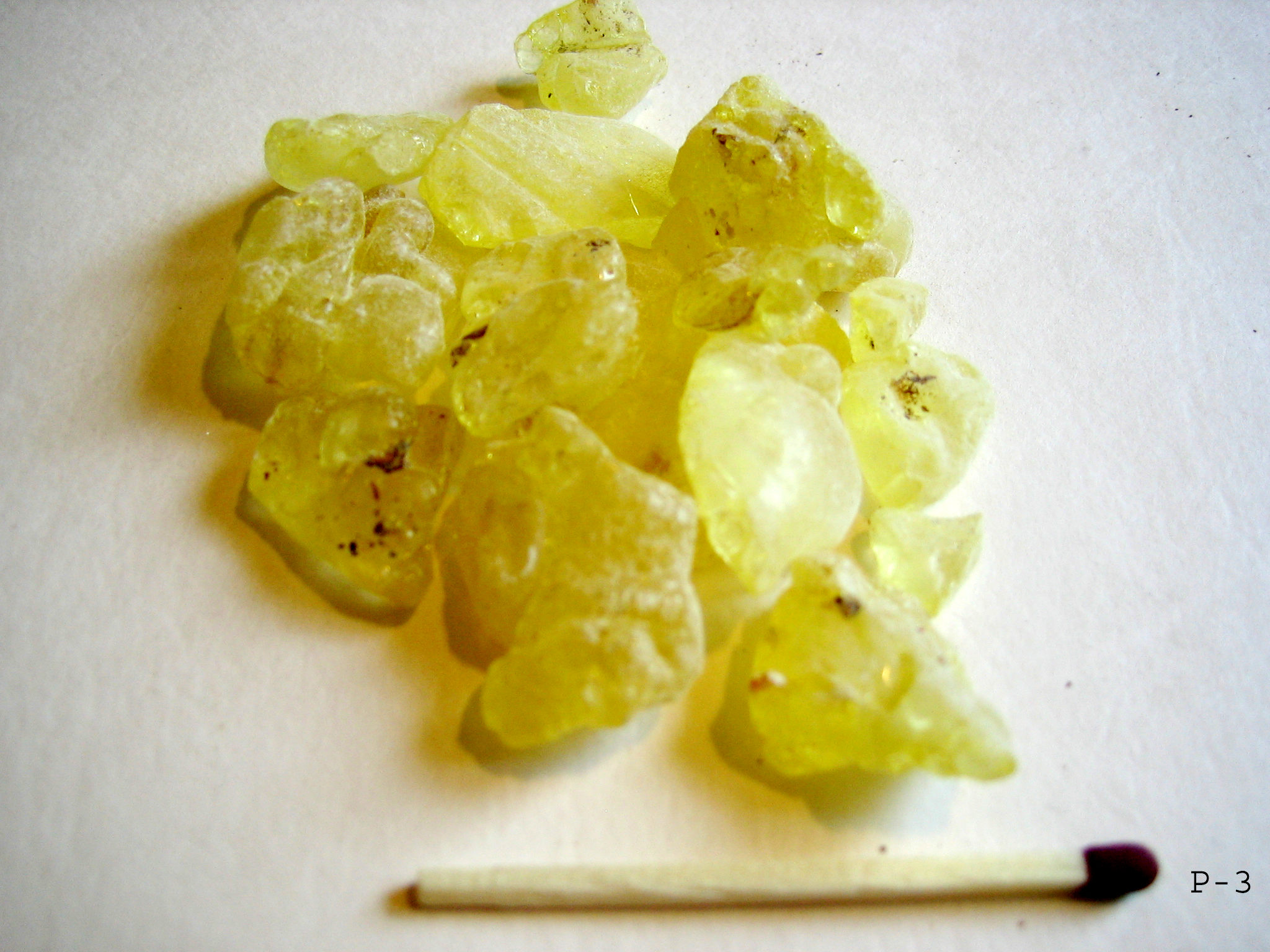
Hars van de mastiekboom

Hars is een taai, kleverig, plantaardig product dat voornamelijk gewonnen wordt uit naaldbomen. Er zijn ook verschillende kunststoffen die harsen worden genoemd. Voorbeelden van zulke kunstharsen zijn bakeliet (fenolhars), polyurethaanhars en epoxyhars.
Hars wordt weleens verward met gom. Het verschil is dat hars oplosbaar is in alcohol, gom daarentegen is oplosbaar in water.

## Voorkomen
Hars komt in de natuur voor in bomen. Sommige bomen produceren hars wanneer de bast van de boom beschadigd is. De hars beschermt de boom tegen virussen en ongedierte die anders de boom zouden binnendringen tot in het binnenste. Er zijn ook boomsoorten met harsblaren op stam en takken, zoals bij de fijnspar.

## Toepassingen
Een heel belangrijke toepassing van hars afkomstig uit de celluloseproductie en colofonium is in de papierindustrie, in gebruik als papierlijm. Papierlijm wordt aan de papierpulp toegevoegd om het papier beschrijfbaar en bestand tegen vocht te maken. Er wordt zeker een miljoen ton hars per jaar gebruikt in de vorm van harszeep en dispersies. Synthetische koolwaterstofharsen en vroeger ook colofoniumderivaten worden gebruikt bij de lijm- en plakbandfabricage. Bijna alle pleisters bevatten hars als kleefmiddel. In offsetdrukinkten wordt ook veel hars verwerkt. 

### Specifieke toepassingen
- De hars colofonium wordt in harde vorm gebruikt om de haren van een strijkstok mee in te smeren. Daardoor blijven de haren van de strijkstok "haperen" op de snaren van een viool of ander strijkinstrument en wordt de klank gevormd.
- Hars wordt ook gebruikt bij handbal, om betere grip te verkrijgen op de bal.
- Als ontharingsmiddel. Warme hars wordt op de te ontharen lichaamsdelen aangebracht, met daarop een doek. Na afkoelen wordt de doek met de gestolde hars van de huid afgetrokken, met de bedoeling dat de ongewenste haargroei meegaat.
- Als giethars (een vloeibare kunststofhars), om allerlei producten te maken.
- Canadabalsem is een vloeibare hars van balsemzilverspar (Abies balsamea) die wordt gebruikt bij het maken van microscopische preparaten, als insluitmiddel.
- Als ingrediënt van verf en als vernis bij houtbewerking.
- Hars van onder andere wierook- en mirrestruiken wordt bewerkt tot olie en gebruikt als geurstof en geneesmiddel.
- Tincturen van sommige geurende harssoorten, onder andere benzoë (styrax) en olibanum worden gebruikt als ingrediënt in parfum.
- Hasjiesj, de hars van Cannabis sativa, wordt als genotmiddel gebruikt.
- Door de rode bosmier en waarschijnlijk andere dieren wordt hars gebruikt om bacteriën en schimmels af te remmen.
- Hars werd in het verleden toegepast als conserveermiddel en tegenwoordig als smaakmaker van de wijn retsina.

## Fossiel
Barnsteen (Engels: Amber), dat eigenlijk gefossiliseerde hars is, wordt veel aangetroffen in de Oostzee en de landen hieromheen. Soms wordt in barnsteen een insect aangetroffen, dat vaak nog in morfologisch perfecte staat verkeert.
Een halfgefossiliseerde vorm is kopal.

## Kunsthars
Een kunsthars is een synthetische stof die dezelfde kenmerken heeft als een natuurlijke hars: het is gietbaar, zacht maar goed hechtend. Kunstharsen zijn vaak thermoplastisch, licht vervormbaar en meestal goed isolerend. Ze worden gebruikt als isolatiemateriaal, en, sinds de productie van kunstharsen flink gestegen is, ook als bouwstof. De eerste en bekendste kunsthars was bakeliet, een fenolhars. Andere kunstharssoorten zijn alkydhars, polyurethaanhars en epoxyhars.
Natuurlijke harsen komen met name voor in bomen, en hebben als functie het dichten van beschadigingen van de bast. Natuurlijke harsen worden onder invloed van zuurstof hard, bij de kunstharsen bepaalt de temperatuur vaak de fase van de stof.

## Diverse harsen
- Agarhout
- Benzoë
- Copaibahars
- Damarhars
- Elemi
- Galbanum
- Guggul
- Gurjum
- Labdanum
- Mastiek
- Mirre
- Olibanum
- Opoponax
- Perubalsem
- Sandarak
- Storax
- Tacamahac
- Tolubalsem